# Château de Crèvecœur
Pour les articles homonymes, voir Crèvecœur.
Cet article concerne le château belge. Pour les châteaux lorrain, auvergnat et normand, voir Château de Crèvecœur (Vosges), Château de Crèvecœur (Auvergne) et Château de Crèvecœur-en-Auge.
Le château de Crèvecœur, aujourd'hui en ruines, est situé en Wallonie sur la rive gauche de la Meuse, dominant le village de Bouvignes-sur-Meuse, au nord de Dinant, province de Namur (Belgique). De la très ancienne forteresse ne restent plus que quelques vestiges.

## Histoire
Les origines du château remontent loin dans le temps. En effet, les Romains y avaient déjà élevé un castrum qui fut ensuite consolidé par les Normands au IXe siècle. 
Toutefois, ce sont les comtes de Namur qui en firent une redoutable forteresse au début du XIIe siècle. En 1176, Henri l'Aveugle compléta le système défensif par l’adjonction d’une muraille flanquée de plusieurs tours. Le donjon, parfois appelé la « tour de Crèvecœur », est édifié en 1321. L'ensemble à deux niveaux forme la forteresse qui jouera souvent un rôle important dans les multiples conflits opposant les villes voisines et rivales de Bouvignes (comté de Namur) et Dinant (principauté de Liège).

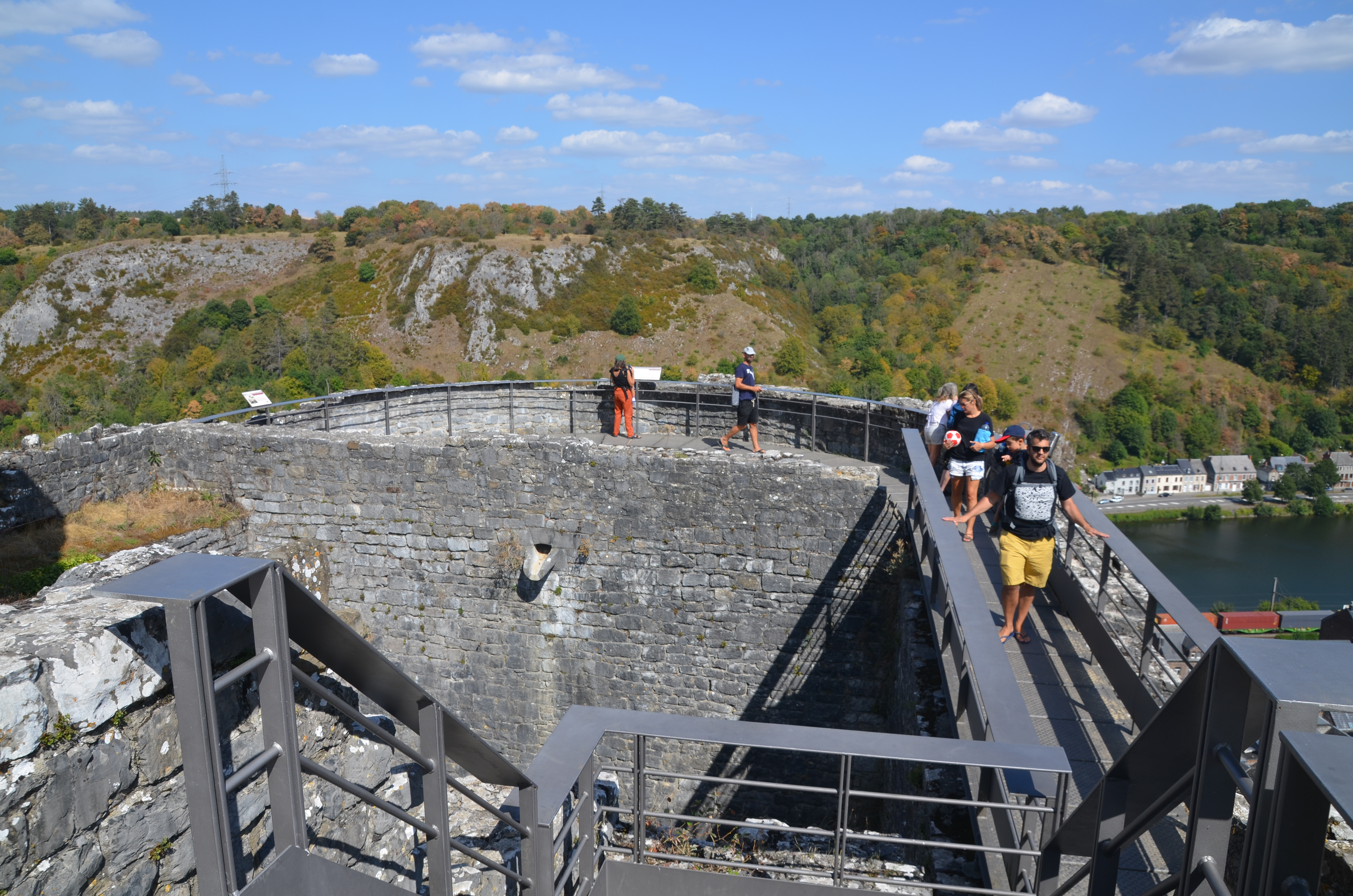
Vu de la tour hémisphérique ajoutée au XVe siècle et des aménagements pour la sécurité des visiteurs réalisés après 2003.

En 1430, l'armée de Liège assiège Bouvignes et sa forteresse. C'est alors qu'est ajoutée en contrebas la large tour hémisphérique, côté Meuse. Sept canonnières y sont installées. Les défenseurs doivent faire face aux attaques qui viennent du fort dinantais de Montorgueil situé sur la rive droite du fleuve.
Tout comme celui de Dinant, le château de Crèvecœur capitule lors du siège conduit en 1554 par le roi Henri II de France, alors en conflit avec Charles Quint.  Il est pratiquement mis hors d'usage, même si des restaurations ont lieu de 1567 à 1580. 
C'est lors des derniers instants tragiques de ce siège mémorable que trois dames participant à la défense de Bouvignes se seraient jetées du haut de la plus haute tour pour échapper aux envahisseurs. Ce fait héroïque (ou cette légende ?) fait partie du folklore local et est célébré chaque année dans la vieille paroisse de Bouvignes.
Le 13 mai 1940, pendant la bataille de France, les Allemands du II./Schützen-Regiment 7 (unité de la 7e Panzerdivision d'Erwin Rommel) qui viennent de traverser la Meuse à Bouvignes s'emparent du château défendu par le II/66e régiment d'infanterie.